# Okamnitev
Okamnitev (s tujko petrifikacija) je način fosilizacije, pri kateri mineralne raztopine prepojijo rastlinski ali živalski odmrli organizem. Minerali sčasoma delno ali popolnoma nadomestijo organski material rastline oz. živali. Takšen fosil postane težji, trši in okamni, pri čemer lahko ostaneta struktura in oblika organizma nespremenjena. Nadomestni (drugotni) minerali so običajno nekovinski - kalcit in kremen. Redko se pojavljajo tudi kovinski minerali; pirit, limonit, hematit, markazit in drugi.